# Olle Forsell Schefvert
Olle Håkan Forsell Schefvert, född 13 augusti 1993 i Halmstad, är en svensk handbollsspelare (vänsternia/mittnia).

## Karriär
Olle Forsell Schefvert föddes i Halmstad, som son till handbollsspelaren Britt Forsell och handbollstränaren Ulf Schefvert och yngre bror till handbollsspelaren Eric Forsell Schefvert. Han började spela handboll i Uddevallalaget GF Kroppskultur. Han flyttade sen med föräldrarna till Grekland, då fadern Ulf Schefvert var förbundskapten för Greklands herrlandslag, och spelade några år i klubben Anagennisi Vyrona som barn. Han återkom till Sverige och 2007 började han spela för IK Sävehofs ungdomslag. Våren 2012 vann laget JSM-guld.
Hösten 2012 debuterade han i IK Sävehofs A-lag. 2014 var han med och vann EHF Challenge Cup. I oktober 2016 blev han månadens spelare i Handbollsligan.
Sommaren 2017 blev han proffs i Tyskland, då han värvades av HSG Wetzlar. Från 2022 spelar han för Rhein-Neckar Löwen. Med Rhein-Neckar Löwen var han med och blev Tysk cupmästare 2023.

### Landslagsspel
Forsell Schefvert spelade i ungdomslandslagen och var med och tog VM-guld i U21-VM 2013.
Han blev uttagen i bruttotruppen för VM 2023, men blev inte vald i den slutgiltiga truppen. Inför mästerskapet lämnade dock annan spelare återbud på grund av skada, och Forsell Schefvert blev då uttagen som ersättare. Hans debut i matchtruppen i A-landslaget kom 9 januari 2023, i träningsmatch mot Serbien inför VM. Han fick dock ingen speltid. Under VM fick han sin första speltid och mästerskapsdebuterade, i match mot Uruguay. Han gjorde då också sitt första A-landslagsmål.